# Argo City
Argo City je fiktivní Kryptonské město v DC Universe a rodiště Supergirl.

## Katastrofa
Argo City bylo jedno z největších měst planety Krypton. Bratr Jor-Ela, Zor-El varoval před hrozící zničení planety a přesvědčí vůdce Argo City  postavit silové pole „Dome" kolem obvodu města. „Dome“ štít umožní městu přežít zničení Kryptonu, a poskytuje kyslík a světlo pro obyvatele. Stejná řetězová reakce, která zničila Krypton , začínala mít vliv na povrch Argo City; a tak přežívající Kryptoňané umístí na povrch bariéry „Dome“ slabou vrstvu olova, která chrání každého obyvatele před smrtícími paprsky kryptonytu. Zor-El a jeho manželka mají později dceru Karu, budoucí Supergirl.

## Po pádu Kryptonu
Asi třicet let po zničení Kryptonu velký meteorický déšť prorazí bariéru „Dome“ čímž jsou jeho obyvatelé odsouzeni k pomalé smrti. V zoufalství, posílá Zor-El Karu v kosmické lodi k Zemi, kde je její bratranec Kal-El (Superman), který jí později pomůže stát se Supergirl. Zor-Elovi a Aluře se podaří přežít v „Zóně přežití“ podobné paralelní dimenze jako „Zóna přízraků“. Ostatní obyvatelé Argo City umírají.